# Tiana (Capadócia)

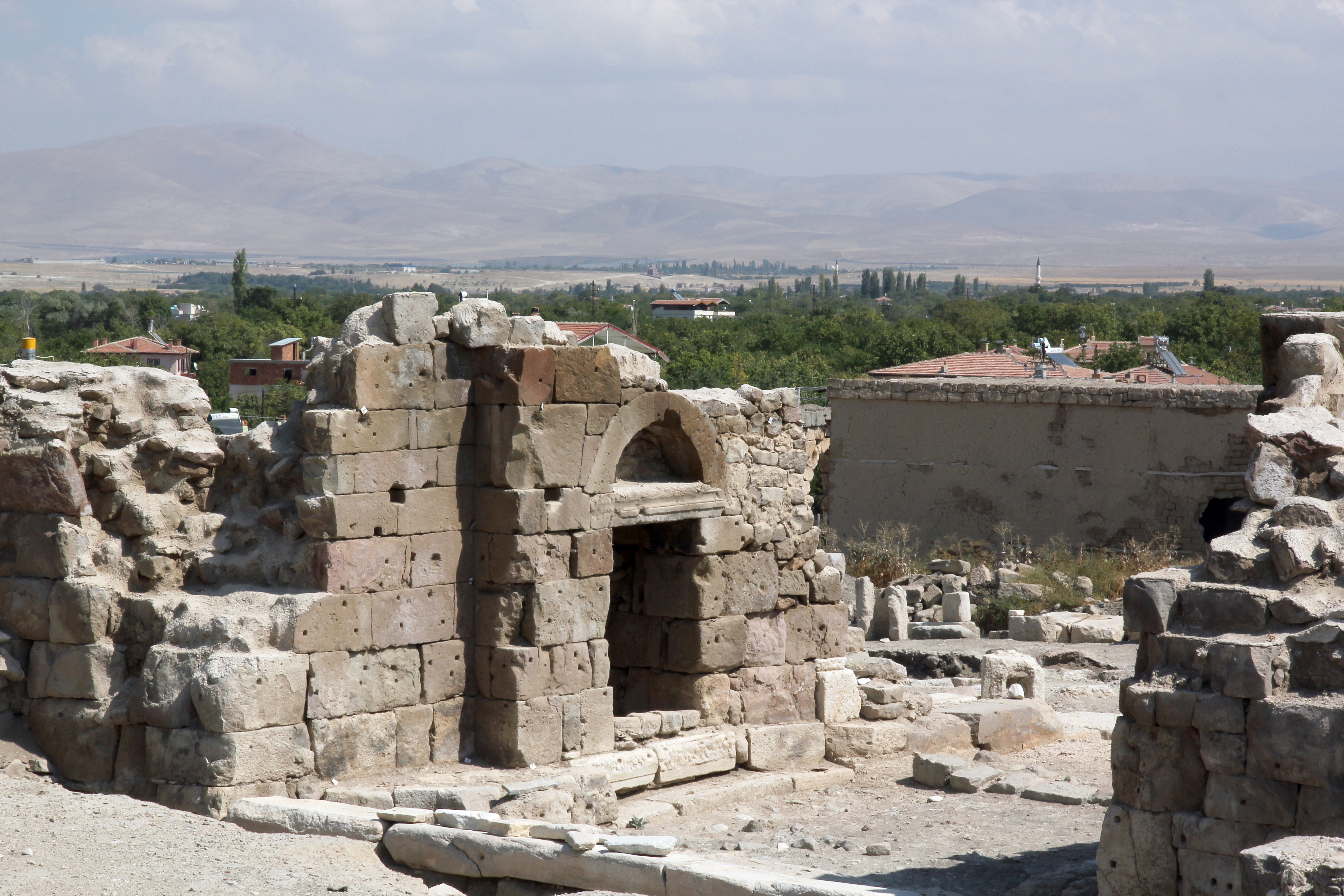
Ruínas de Tiana

Tiana foi uma antiga cidade da região histórica da Capadócia, na Anatólia central, no que é hoje o centro-sul da Turquia, na aldeia de Kemerhisar do distrito de Bor, a pouco mais de dez quilómetros a sudoeste de Niğde. Foi a capital de um reino neo-hitita de língua luvita no 1º milénio a.C. e existiria até ao século X.

## Etimologia
Além de Tiana (em grego clássico: Τύαν(ν)α; romaniz.: Tyan(n)a), a cidade foi conhecida por outros nomes. Os Hititas chamavam-lhe Tuwanuwa. Segundo Estrabão, também era conhecida como Eusébia no Tauro ou Eusébia perto do Tauro (em grego clássico: Εὐσέβεια ἡ πρὸς τῷ Ταύρῳ; romaniz.: Eusébeia hē pròs tō̂i Taúrōi, um nome dado no século II a.C. em honra de Ariarates IV, rei da Capadócia entre 220 e 163 a.C. A planície circundante ficou depois conhecida como Tianita (Tyanitis).
Xenofonte menciona-a na sua obra Anábase com o nome Dana. Segundo uma lenda grega, a cidade começou por chamar-se Toana devido ao seu fundador ter sido Toas, um rei trácio. No início do século III a.C. foi também chamada oficialmente Antoniana Colônia Tiana (em latim: Antoniana colonia Tyana). Na Antiguidade Tardia, a cidade foi também conhecida como Cristópolis (em grego: Χριστούπολις; romaniz.: Christoupolis; "cidade de Cristo"). Os Árabes chamaram-lhe Tuana (Tuwana).

## História
A cidade é mencionada nos arquivos hititas como Tuwanuwa. Em meados do 2º milénio a.C., durante o Império Hitita, Tuwanuwa era uma das principais localidades da região, juntamente com Hupisna, Landa, Sahasara, Huwassana e Kuniyawannni. Esta região do centro-sul da Anatólia aparece nas fontes hititas com o nome de "Terra Mais Baixa" e a sua população era constituída sobretudo por falantes de luvita. Após o colapso do Império Hitita, tornou-se a capital de alguns reinos neo-hititas. Não é certo se inicialmente terá estado dependente do reino de Tabal, a norte, mas no final século VIII a.C. era um reino independente sob um governante de nome Warpalawa, que figura em várias inscrições hieroglíficas luvitas encontradas na região, incluindo uma pedra monumental esculpida em Ivriz. Warpalawa também é mencionado em textos assírios com o nome de Urba(l)la, primeiro numa lista de tributários do rei assírio Tiglate-Pileser III e mais tarde numa carta de Sargão II. É provável que Warpalawa tenha sido sucedido pelo seu filho Muwaharani, cujo nome aparece noutro monumento encontrado em Niğde.

### Períodos grego e romano
Segundo as fontes gregas, Tiana situava-se na Capadócia, no sopé dos Montes Tauro, perto das Portas Cilícias. Foi ali que nasceu o filósofo (e suposto santo, deus ou mágico) Apolônio de Tiana no século I d.C. Ovídio coloca a história de Filémon e Baucis nas vizinhanças de Tiana.[carece de fontes?]
Durante o reinado do imperador romano Caracala a cidade passou a chamar-se Antoniana Colônia Tiana. Depois de ter sido aliada de Zenóbia, rainha de Palmira, foi tomada por Aureliano em 272, que não autorizou os seus soldados a saqueá-la, alegadamente porque Apolónio lhe apareceu e apelou a que poupasse a cidade.[carece de fontes?]
Em 372, o imperador Valente dividiu a província da Capadócia em duas, e Tiana tornou-se a capital e metrópole da Capadócia Secunda.[carece de fontes?]

### Período bizantino

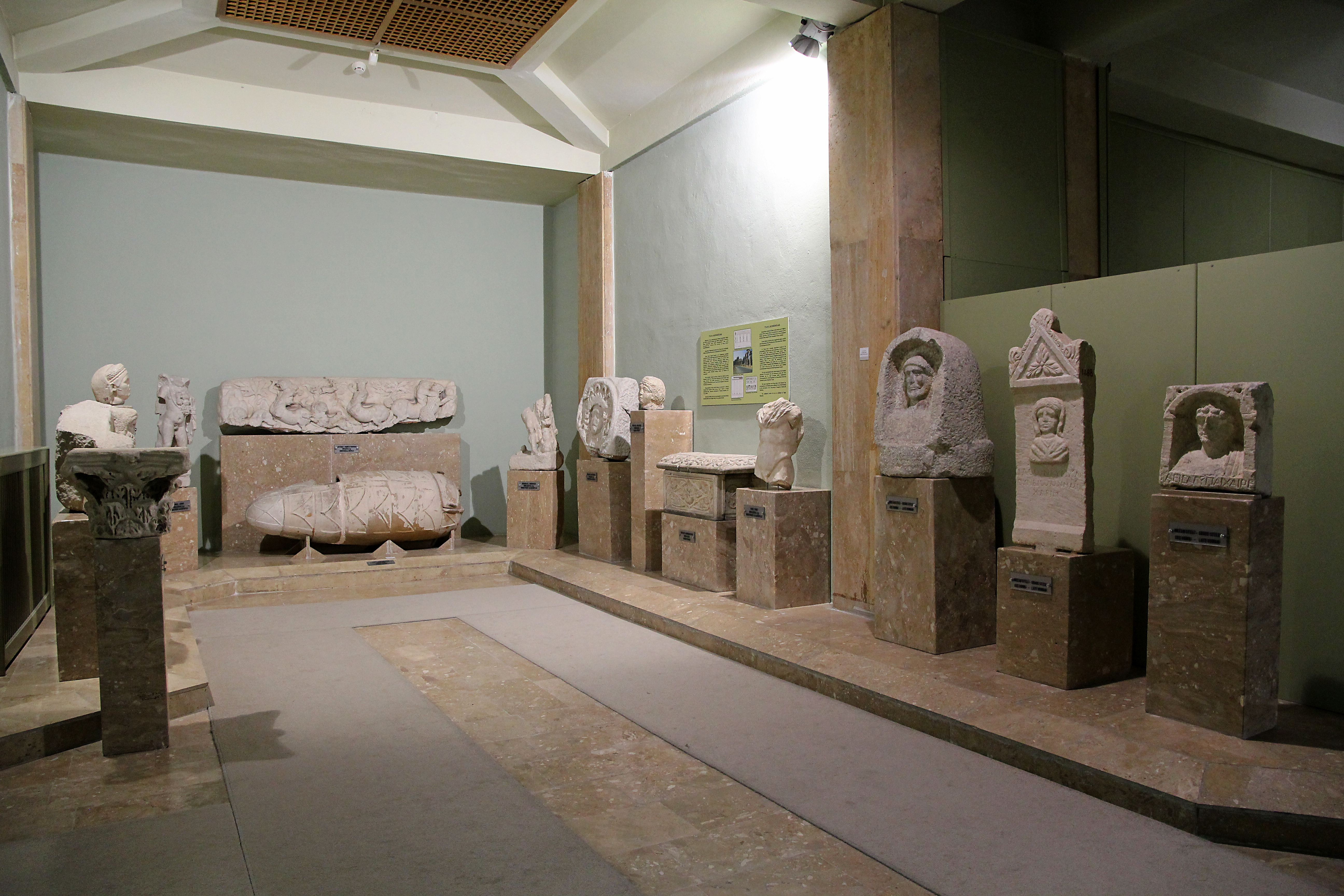
Secção de Tiana do Museu Arqueológico de Niğde

Após as conquistas muçulmanas e o estabelecimento da fronteira entre o Império Bizantino e o Califado ao longo dos Montes Tauro, Tiana tornou-se uma importante base militar devido à sua posição estratégica na estrada para a Cilícia e Síria, através das Portas Cilícias, que se encontram cerca de 30 km a sul. A cidade foi frequentemente alvo dos raides muçulmanos e foi saqueada pelos Omíadas depois de um longo cerco em 708, tendo permanecido abandonada durante alguns anos antes de ser reconstruída. Foi depois ocupada pelo califa abássida Harune Arraxide em 806. Harune iniciou a conversão da cidade numa base militar e até erigiu uma mesquita, mas retirou quando o imperador bizantino Nicéforo I, o Logóteta aceitou pagar tributo em troca de paz.
A cidade voltaria a ser tomada e arrasada pelos Abássidas comandados por Alabas ibne Almamune em 831. Este reconstruiu o local três anos depois como uma colónia militar, preparando a planeada conquista do Império Bizantino pelo califa Almamune. Mas quando este morreu subitamente em agosto de 833 a campanha foi abandonada pelo seu sucessor Almotácime e a cidade semi-reconstruída foi novamente arrasada.
Tiana caiu em declínio depois de 933, à medida que a ameaça árabe diminuiu. Atualmente ainda há vestígios da antiga cidade na aldeia de Kemerhisar, nomeadamente as ruínas de um aqueduto romano, cemitérios subterrâneos em sepulturas em grutas. Desde 2001 que as ruínas têm vindo a ser escavadas sob a direção de Guido Rosada, da Universidade de Pádua.

## História eclesiástica

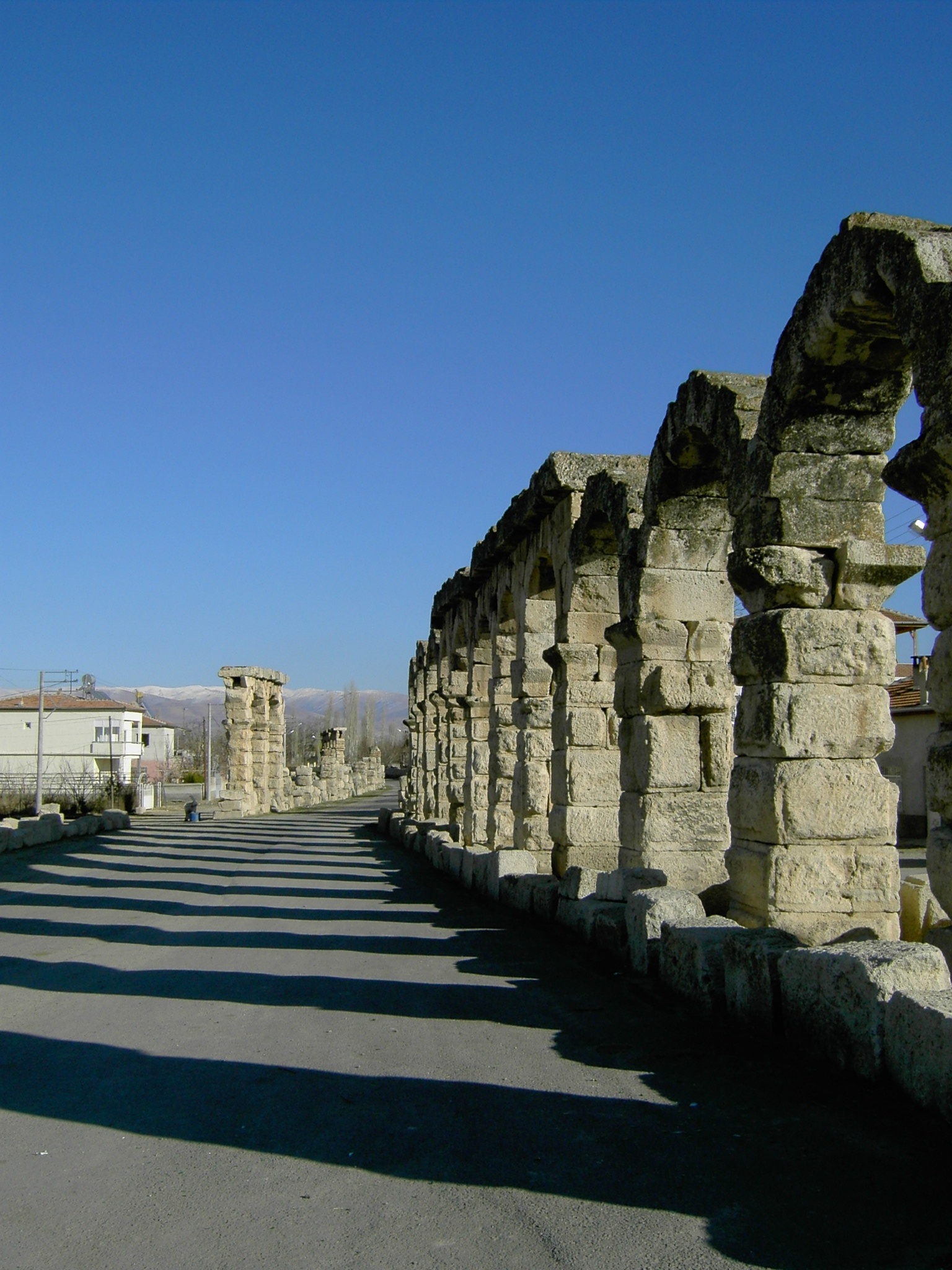
Aqueduto de Tiana

Como já referido, o imperador Valente criou a província da Capadócia Secunda, da qual Tiana se tornou a metrópole. Este facto originou uma acesa controvérsia entre Ântimo, o bispo de Tiana, e Basílio de Cesareia, pois ambos ambicionavam ter um maior número de sés sufragâneas. Cerca de 640 Tiana tinha três, o mesmo acontecendo no século X. Michel Le Quien menciona 28 bispos de Tiana, entre os quais:
- Eutíquio, presente no Primeiro Concílio de Niceia, em 325
- Ântimo, o rival de Basílio de Cesareia
- Etério, presente no Primeiro Concílio de Constantinopla, em 381
- Teodoro, amigo de João Crisóstomo
- Eutério, partidário de Nestório, foi deposto e exilado em 431
- Ciríaco, um monofisista severiano

Em maio de 1359, Tiana ainda tinha um metropolita; em 1360 o metropolita de Cesareia Mázaca passou a assegurar a administração eclesiástica de Tiana, que se tornou uma sé titular.